# Museo di scienze naturali (Belvì)
Il Museo di scienze naturali di Belvì è suddiviso in sei sezioni di vario carattere. 
Fondato nel 1980 da un gruppo di amici belviesi appassionati della fauna sarda, nel museo è possibile ammirare una prima parte interamente dedicata ai minerali, con un'esposizione di circa 1000 esemplari, raccolti per la maggior parte nelle miniere sarde, e circa 300 fossili databili tra il Paleozoico e il Quaternario. Segue poi una parte dedicata all'entomologia (ditteri, coleotteri, lepidotteri della Sardegna e di altre parti del mondo) e agli artropodi (scorpioni, ragni, ecc.). La sezione successiva è quella ornitologica e mostra circa 400 specie dell'avifauna sarda, la mammologica oltre una settantina di mammiferi, la malacologica oltre 200 diversi tipi di conchiglie sarde; chiude il percorso una sezione dedicata ad anfibi e rettili (circa 45 specie) ed ai pesci (circa 20 fra cartilaginei ed ossei).
Il museo, è gestito dall'Associazione culturale Amici del museo.